# World of Spectrum
World of Spectrum je největším archivem programů pro počítače Sinclair ZX Spectrum a kompatibilní. Archiv byl založen roku 1995 Martijnem van der Heidem.
Archiv je velmi rozsáhlý, kromě vlastních programů (k 12. září 2011 bylo obsaženo 23 082 programů, nebo alespoň informací o nich) jsou obsaženy také přebaly kazet, návody, úvodní obrázky a obrázky z běhu vlastního programu. Programy, u kterých k tomu dali autoři svolení, jsou dostupné ke stažení, několik málo společností (např. Code Masters) souhlas s volným stahováním programů nedali, na World of Spectrum je tak možné pouze získat informace o nich. Kromě archivu programů jsou na stránkách obsaženy emulátory ZX Spectra, utility pro PC, dokumentace k programům a popisy hardware. V roce 2001 byla spuštěna certifikace ZX Spectrum.
V archivu jsou dostupné také naskenované časopisy, které byly vydávány pro uživatele ZX Spectra.
Martijnovi van der Heidemu se podařilo přesvědčit společnost Amstrad, aby uvolnila obsah ROM ZX Spectra.
Kromě webových stránek je k dispozici také chat prostřednictvím IRC.
Pro počítač SAM Coupé existuje podobně nazvaný archiv World of SAM.